# 平町 (福島県)
平町（たいらまち）とは、福島県浜通り南部に存在していた町。1896年以前は磐前郡に、1896年以後は石城郡に属していた。
現在のいわき市平地区の常磐線いわき駅周辺に当たり、平を冠称する町丁のうち、夏井川・好間川以南、新川以北の地域である（旧・飯野村に属した平北白土を除く）。江戸時代には磐城平藩の城下町であった。

## 地理
- 河川：夏井川、好間川、新川

## 歴史
- 1889年（明治22年）4月1日 - 町村制の施行により磐前郡平町が単独で自治体を形成。
- 1896年（明治29年）4月1日 - 所属郡が石城郡に変更。
- 1937年（昭和12年）6月1日 - 平窪村と合併して平市が発足。同日平町廃止。
- 1966年（昭和41年）10月1日 - 平市が内郷市・常磐市・磐城市・勿来市、石城郡小川町・遠野町・四倉町・川前村・田人村・好間村・三和村、双葉郡久之浜町・大久村と合併していわき市が発足。

## 交通

### 鉄道路線
- 日本国有鉄道
  - 常磐線
  - 磐越東線
    - 平駅（現・いわき駅）

### 道路
- 国道6号

## 出身著名人
- 諸橋久太郎（貴族院多額納税者議員）